# Pierre-Édouard Frère
Pierre-Édouard Frère (Parigi, 10 gennaio 1819 – Écouen, 20 maggio 1886) è stato un pittore e litografo francese, rappresentante della scuola realista.

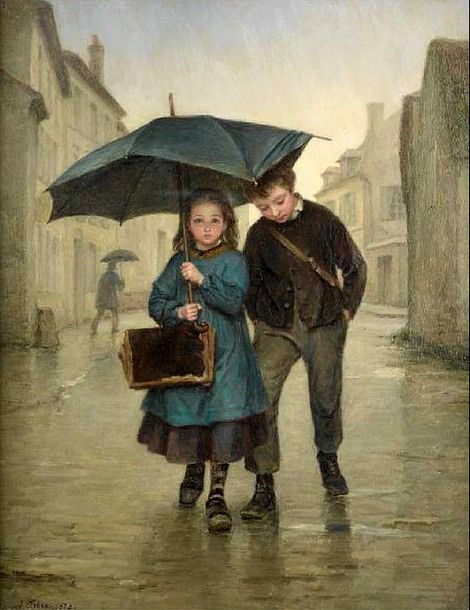
Andando a scuola

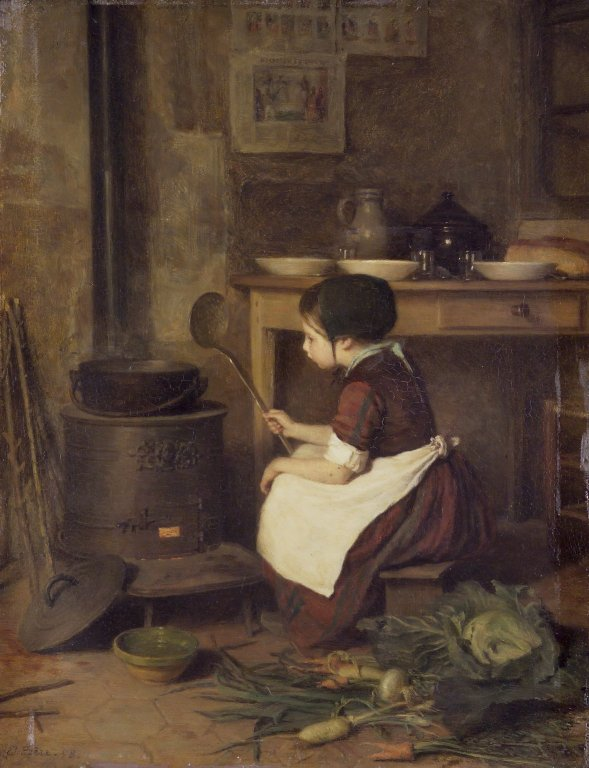
La piccola cuoca (1858 circa), Brooklyn Museum di New York

Artista molto prolifico, tra i più popolari in Francia a metà Ottocento, affrontò temi di genere con un particolare interesse per i giochi e i piccoli disagi dei bambini e per le cucine delle case più povere, sempre guardati con un occhio di simpatia e umorismo.

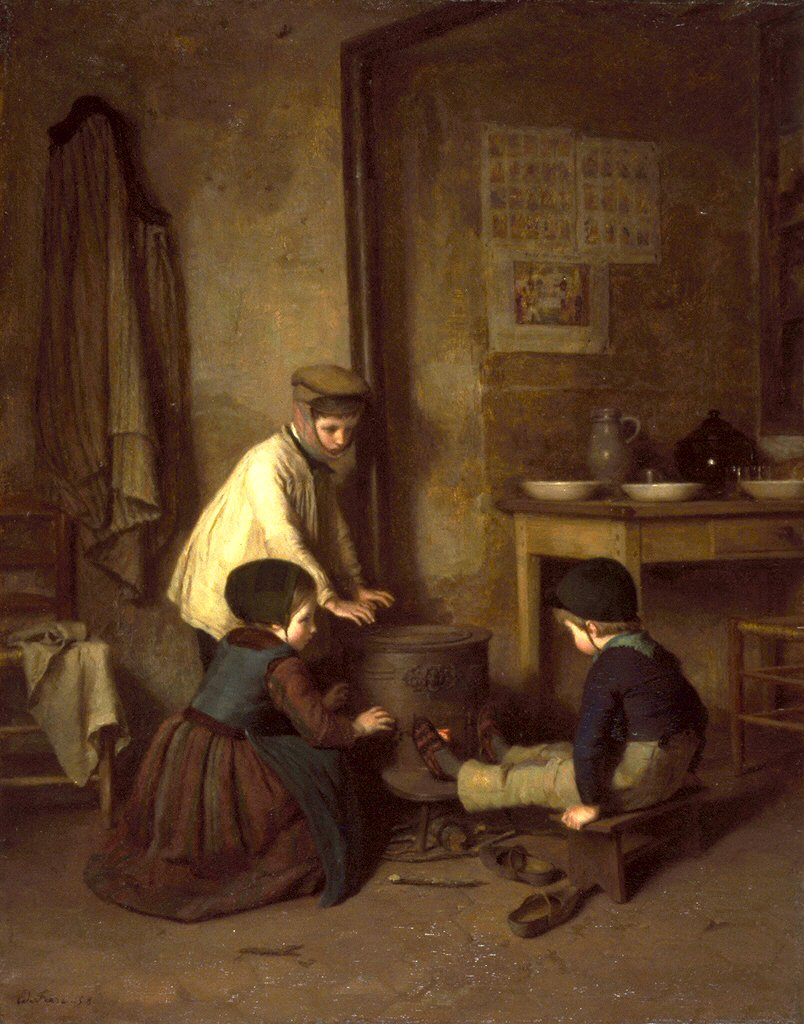
Giorno freddo

## Biografia
Figlio di un editore musicale, nel 1836 entrò alla Scuola di belle arti di Parigi, dove seguì i corsi di Paul Delaroche.
Nel 1843 espose al Salon di Parigi.
Nel 1847 si trasferì a Écouen dove fece costruire la Villa Gabrielle (così chiamata in onore della seconda moglie Suzanne Gabrielle Bosquet), oggi sede del collegio di Sainte-Thérèse.

Nel 1855 fu insignito con la Legione d'Onore.

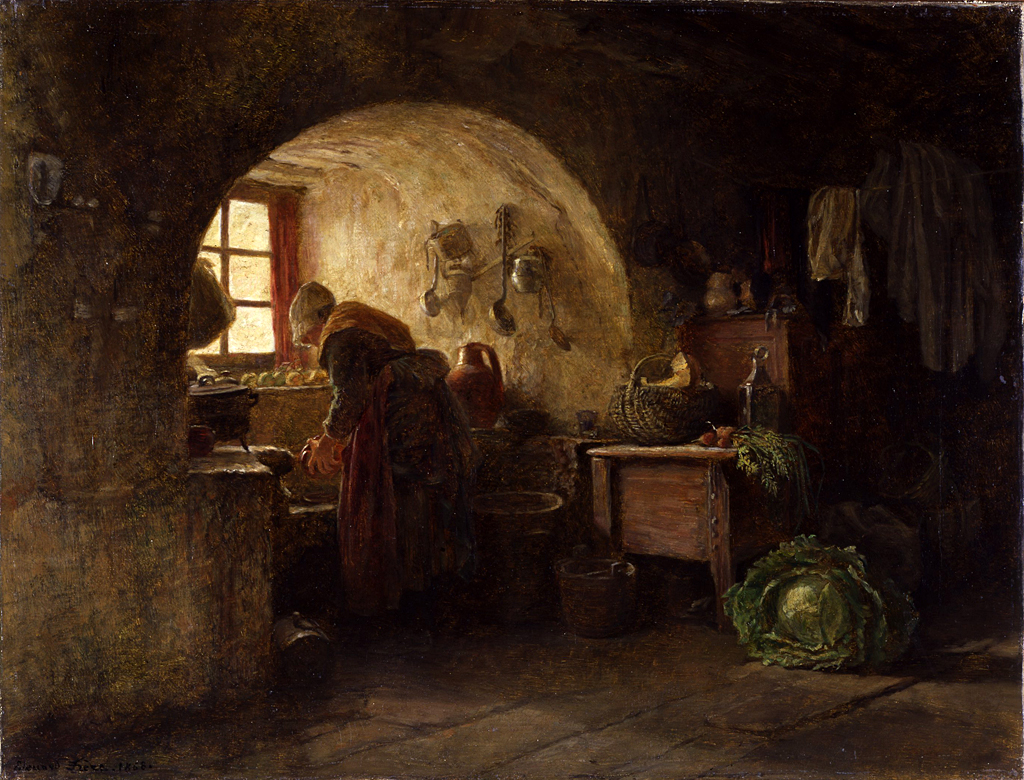
Preparazione della cena (1858), Walters Art Museum di Baltimora

Nel 1860 visitò l'Egitto da cui trasse ispirazione per le sue ultime opere, di stile orientale.
Nel 1868 espose le sue opere alla Royal Academy of Arts di Londra.
Suo fratello maggiore era il pittore orientalista Charles-Théodore Frère.

## Alcune opere

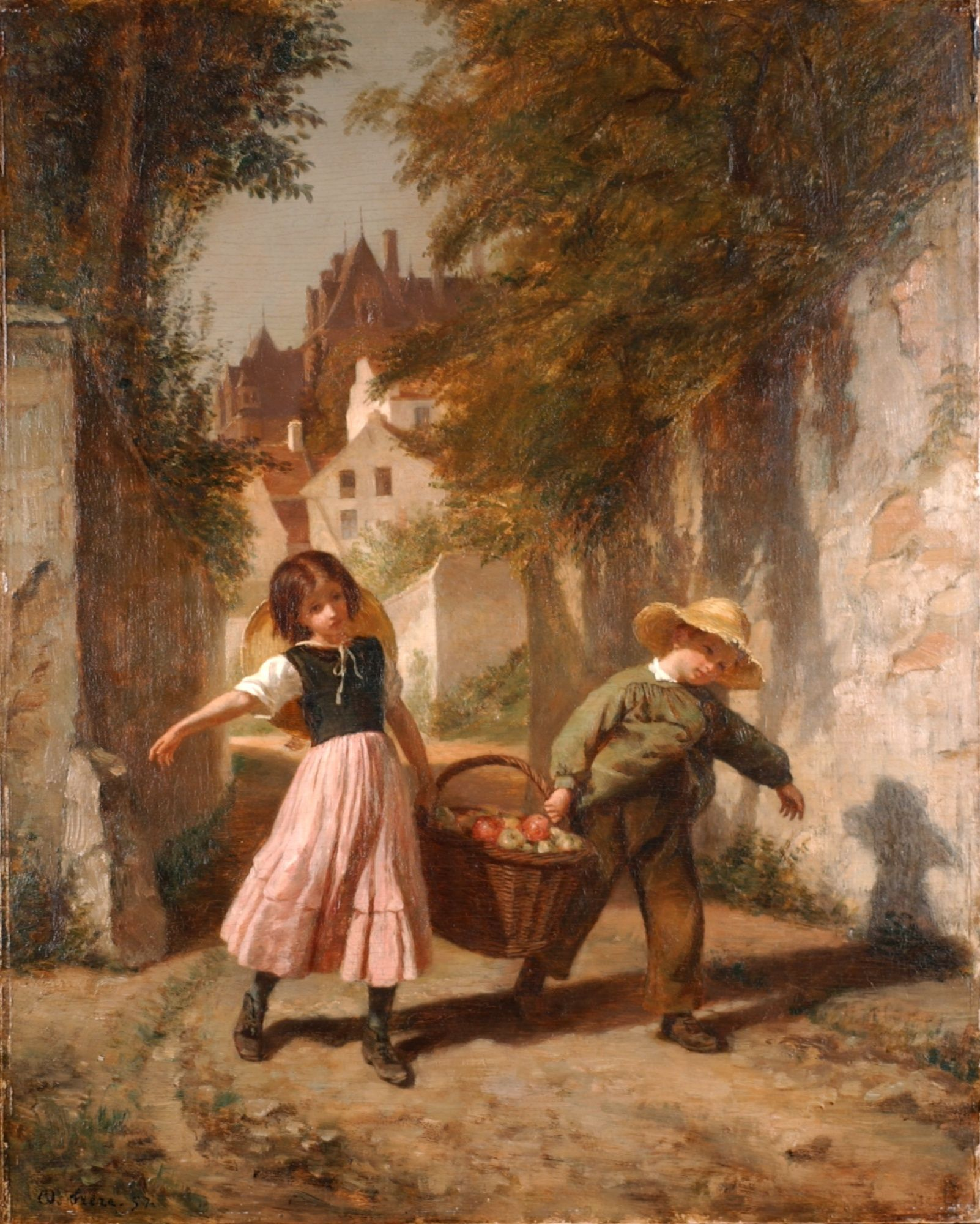
Tornando dal mercato (1857)
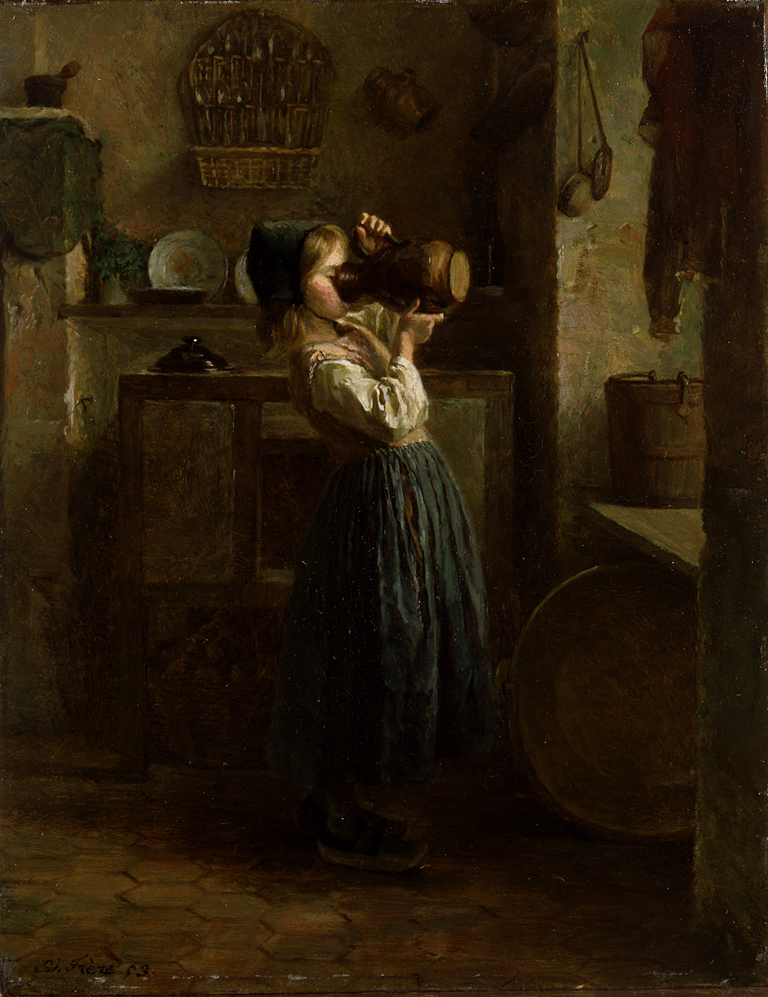
Bambina che beve il latte dalla brocca
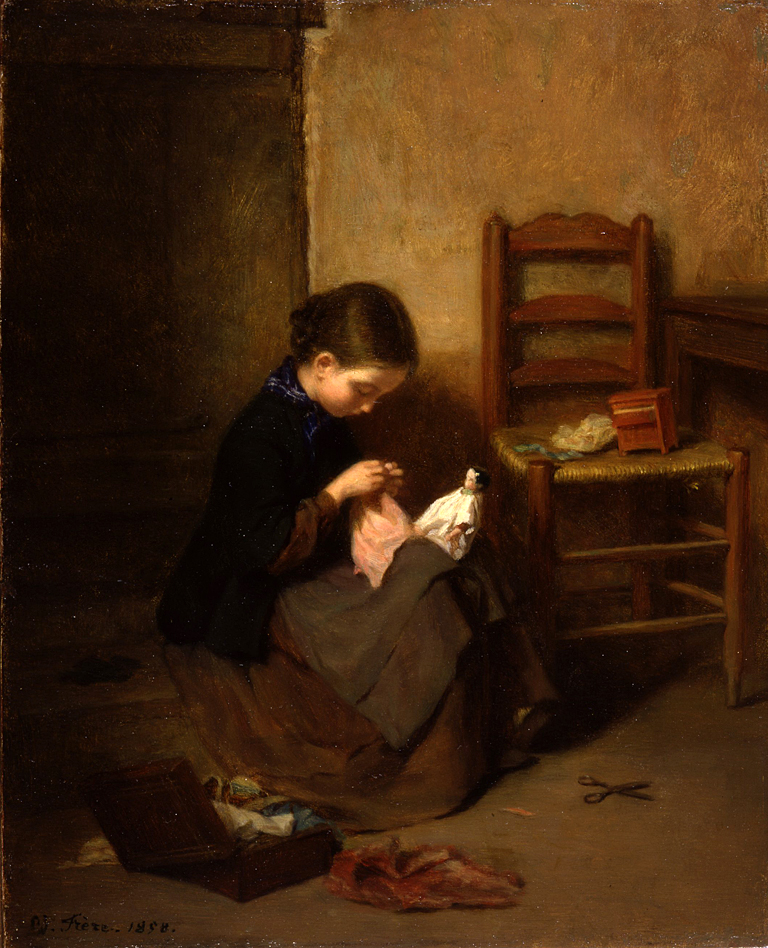
La piccola sarta
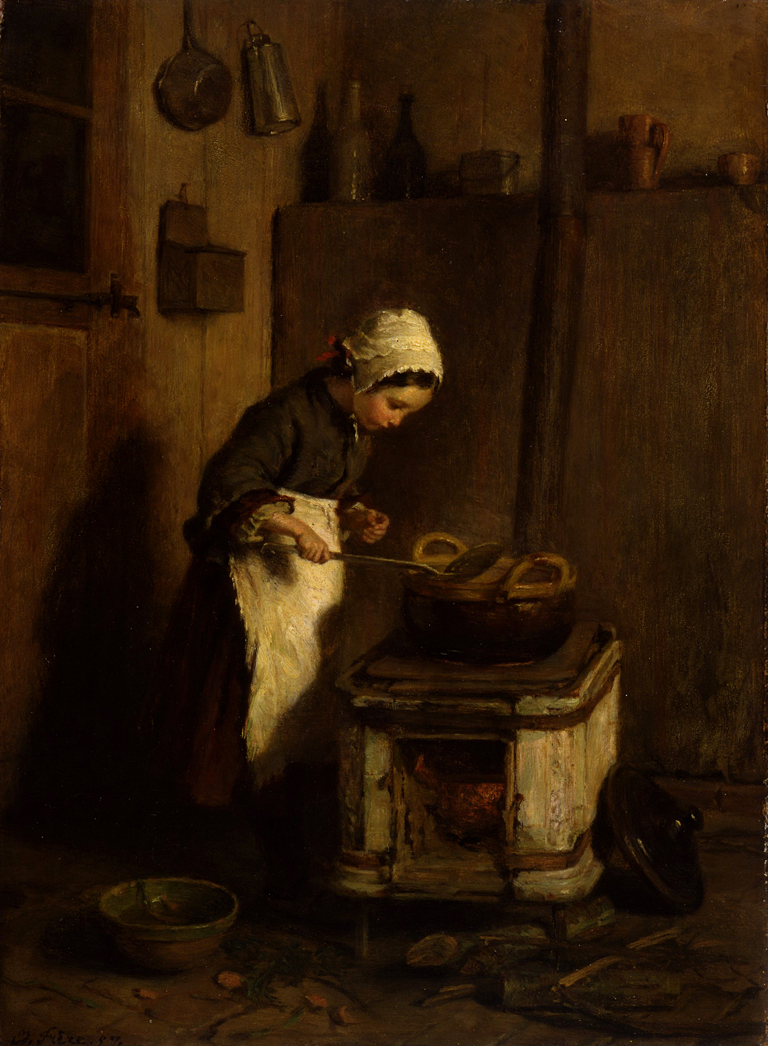
La piccola massaia